# Potočani (żupania pożedzko-slawońska)
Potočani – wieś w Chorwacji, w żupanii pożedzko-slawońskiej, w gminie Velika. W 2011 roku liczyła 182 mieszkańców.